# Joseph Terral
Joseph Terral (né le 1er mars 1749 à Lacaune,, mort le 15 mars 1837 à Lacaune) a été membre de la Convention entre 1793 et 1795, après la démission de François Antoine Daubermesnil.

## Biographie
Joseph Terral, fils d'un marchand Étienne Terral, a fait des études de droit et est devenu avocat en Parlement. Il est nommé en 1777 juge et viguier de la justice seigneuriale de Nages, Murat et Boissezon-de-Matviel. En 1785, il devient maire de Lacaune.
Le 2 septembre 1791, Joseph Terral est nommé membre du directoire du département du Tarn fraîchement créé. Le 7 septembre 1792, il est élu à la Convention comme premier suppléant de François Antoine Daubermesnil avec 298 voix sur 356. Après la démission le 2 mai 1793 du député Daubermesnil, Joseph Terral arrive à la Convention le 18 juin. Il y siègera jusqu'en 1795.
Par arrêté du 23 novembre 1795 (2 frimaire de l'an IV), Joseph Terral est nommé commissaire du Directoire près l'administration centrale du département du Tarn. Il a été révoqué le 21 avril 1797 (2 floréal de l'an V) à la suite des élections de 1797 qui ont vu le Tarn élire deux députés royalistes au Directoire.
Joseph Terral a alors repris sa vie de juriste et de propriétaire terrien.
Il était marié le 22 février 1786 à Marie Apollonie Cabanel, issue d'une famille de juristes.
Le couple a eu trois enfants.
Joseph Terral s'est éteint à Lacaune le 15 mars 1837.